# Letture teatrali di Charles Dickens
(Charles Dickens, dalla quarta copertina della prima edizione italiana a cura di Marsilio Editori)
Le letture teatrali di Charles Dickens, note in lingua originale anche come Public Readings, sono una raccolta di testi letti in pubblico da Dickens dal 1858 al 1869. In Italia sono state pubblicate per la prima volta nel 2012 da Marsilio Editori.

## L'Opera

### Origine letteraria
Le letture teatrali prendono spunto da alcuni dei testi che Charles Dickens ha scritto nell'arco della carriera. Alcune opere appartengono ai primi anni della sua produzione letteraria, altre al periodo più maturo. Di seguito sono indicati in ordine cronologico i lavori dai quali le letture derivano: 
- Il Circolo Pickwick (1836-1837)
- Oliver Twist (1837-1839)
- Nicholas Nickleby (1838-1839)
- Canto di Natale (1843)
- Martin Chuzzlewit (1843-1844)
- Le campane (1844)
- Il grillo del focolare (1845)
- Dombey e Figlio (1846-1848)
- Il patto col fantasma (1848)
- David Copperfield (1849-1850)
- The Poor Traveller (1854)
- Boots at the Holly-Tree Inn (1855)
- Racconto di due città (1859)
- Grandi speranze (1860-1861)
- Mrs. Lirriper's Legacy (1864)
- Le ricette del dottor Marigold (1865)
- Mr Chops, the Dwarf (1865)
- Mugby Junction (1866)
- Il segnalatore (1866)

### Genesi e sviluppo delle letture di Dickens
Fin da giovane Charles Dickens rimane affascinato dal palcoscenico ed esprime l'intenzione di realizzare una serie di spettacoli teatrali di cui vuole curare i vari aspetti tecnici oltre che narrativi. In un primo momento, attorno alla seconda metà degli anni '40, tiene delle letture per beneficenza, davanti a un pubblico costituito in gran parte da poveri e operai. L'idea di esordire a teatro affiora in Dickens già nel 1846. In una lettera al suo biografo ufficiale John Forster, datata quello stesso anno, dopo una lettura privata di Dombey e Figlio, Dickens si dice convinto che iniziative del genere possono fargli fare "un bel mucchio di soldi". Forster nutre dei dubbi sulla riuscita di queste performances e lo convince a rinunciare.

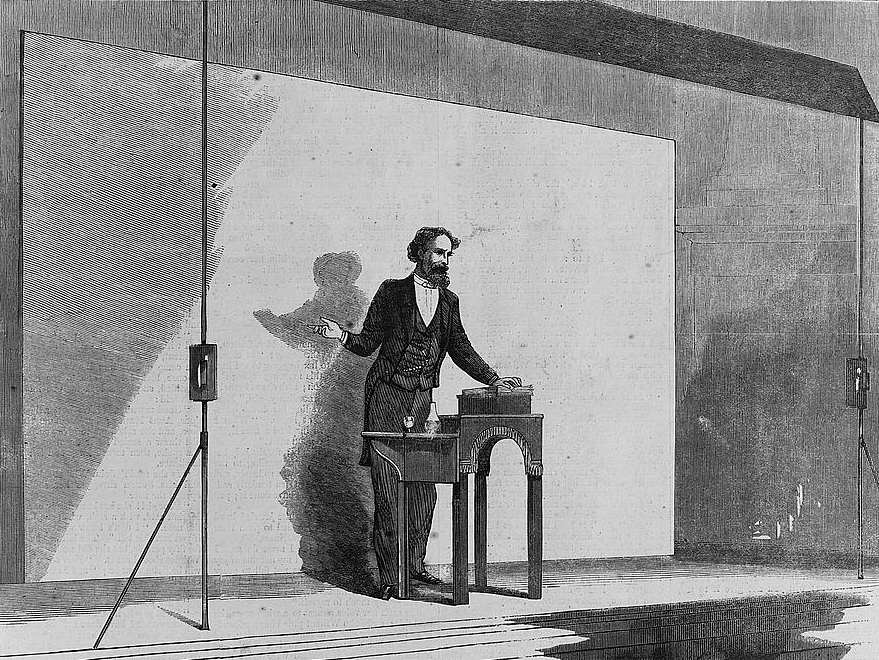
Una delle più famose immagini che ritraggono Charles Dickens durante una delle sue letture pubbliche

Nel 1849 Charles Dickens continua la sua opera di filantropia legata alle letture offrendo spettacoli e recite organizzate nelle quali si avvale dei testi di Ben Jonson, William Shakespeare e dell'amico Wilkie Collins. Alcuni di questi readings sono tenuti in presenza della regina Vittoria . Nell'arco della sua vita Dickens riesce ad allestire una pièce vera e propria una sola volta nel 1866, intitolata The Frozen Deep, che idealizza e scrive a quattro mani con il collega Wilkie Collins . Di The Frozen Deep Dickens attua anche la revisione del testo.
Alla fine degli anni '50 Charles Dickens si separa definitivamente dalla moglie Catherine; è insoddisfatto della propria famiglia e di come lo dipinge la stampa. Le vicende legate alla sua vita privata rischiano di mettere in crisi i valori morali e sociali della società vittoriana di cui si fa promotore. Vuole dare una svolta alla sua vita, alla sua produzione e iniziare la carriera di attore.
Nell'intraprendere ufficialmente la strada del teatro, il cui debutto è nel 1859, decide di recitare non i soliti copioni teatrali, come quelli di William Shakespeare, ma letture derivate dai propri manoscritti.
Dickens chiede nuovamente il parere di John Forster, che, ancor più scettico che in passato, gli consiglia di concentrarsi sulla produzione letteraria, curarsi del giornale di cui è editore, All the Year Round, e non addentrarsi in un campo artistico a lui sconosciuto in età così avanzata. Forster è convinto che questi incontri siano fatti unicamente per fini lucrativi, per risollevare la situazione finanziaria di Dickens, ora costretto anche a mantenere a Londra la moglie e la sua nuova amante Ellen "Nelly" Ternan, modesta attrice teatrale. Charles Dickens segue Ellen Ternan per l'Inghilterra, la Scozia ed in Europa nelle sue tournée. Le continue frequentazioni con "Nelly" portano Dickens a prendere sempre più sicurezza per quel che riguarda il suo desiderio di apparire sul palcoscenico, mentre John Forster teme circa le conseguenze sull'opinione pubblica che questa vocazione può avere, oltre un non garantito successo.
Charles Dickens pensa a una forma di teatro innovativa e prende le distanze dalle convenzioni che contraddistinguono la satira, la commedia classica, o il dramma socio-politico. Si basa unicamente sulle proprie produzioni e cerca di portare alla luce un teatro non-teatro. Una forma in prosa di puro intrattenimento originale che vuole essere più una lettura recitata che una recita. Dickens esordisce in veste di lettore/attore il 29 aprile del 1858 leggendo l'opera grazie alla quale è diventato famoso: Il Circolo Pickwick. Riscuote fin da subito un enorme successo. A Londra i teatri sono colmi di spettatori e la notorietà di Dickens cresce grazie ai consensi ottenuti. Dickens riesce inoltre a guadagnare migliaia di sterline ed acquisisce la consapevolezza che il teatro può essere tanto redditizio quanto la narrativa. Iniziano tournée che lo vedono impegnato per un intero decennio.

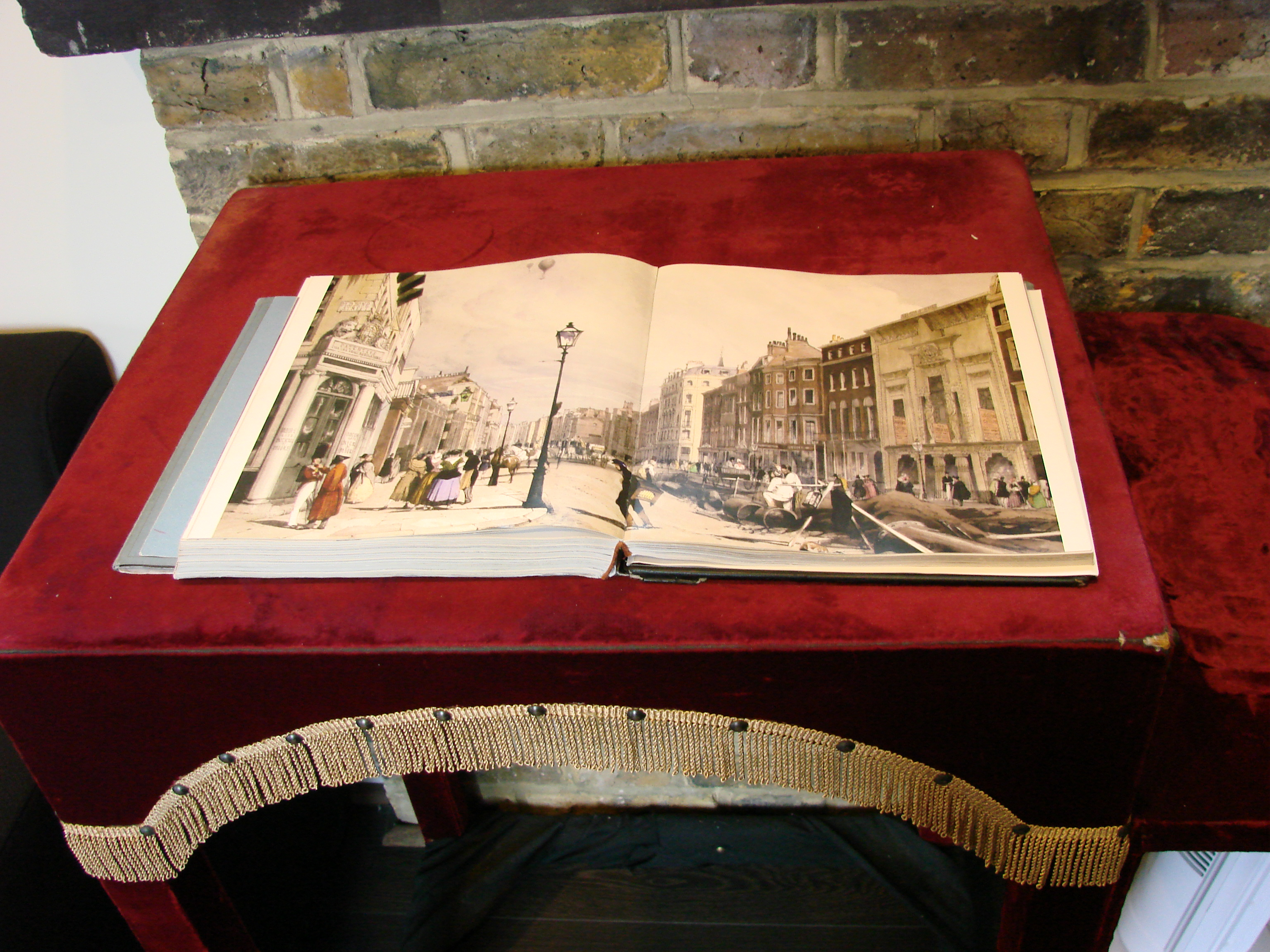
Uno dei leggii utilizzati da Charles Dickens, durante le sue letture pubbliche, conservato al Dickens Museum di Londra.

Nel 1862 Charles Dickens tiene una lettura, tratta dal racconto Il grillo del focolare, in casa del pittore Ary Scheffer. Con questa lettura emoziona a tal punto madame Pauline Viardot che, quando le viene chiesto di cantare, quest'ultima risponde di non potere a causa delle lacrime che la soffocano.
Proprio per questi successi Dickens è meno coinvolto nella stesura di romanzi o racconti. Negli anni '60 pubblica, a puntate, solamente Il nostro comune amico e Il mistero di Edwin Drood l'opera che a causa della morte non riesce a portare a termine.
Per Charles Dickens riscrivere, rileggere ed interpretare in prima persona le storie che ha raccontato è come un ritorno al passato. Le sue letture pubbliche vogliono far rivivere quelle emozioni e quei protagonisti a cui l'autore stesso è affezionato e dai quali con grande dolore si è separato una volta terminato di narrare la loro storia.
Il suo pubblico, inoltre, è formato da una platea diversificata di estimatori, curiosi, critici specializzati e non, che si lasciano trasportare dal pathos con cui racconta le sue storie. Nel portare in scena i suoi testi si fa veicolo attraverso cui suscitare riso ed ilarità in chi lo ascolta ed al contempo timore e paura. Mette in secondo piano la figura del narratore, elemento che ha contraddistinto la sua prosa, innalzandosi a modello di unico one-man-show.
Le interpretazioni di Charles Dickens fondono recitazione e lettura, non attingendo mai alle canoniche regole della drammaturgia (suddivide i testi in capitoli e non in atti), senza al contempo stravolgerle. Dickens fornisce una prova d'attore concreta e di qualità che non scema nel corso degli anni. Dimostra così di sapersi calare con naturalezza nella miriadi di voci che ha saputo creare nell'arco della sua carriera da romanziere. In questo momento della produzione di Charles Dickens è possibile determinare due precise fasi: una prima legata unicamente alla scrittura, con annessa la stesura di romanzi e racconti brevi e una successiva agli spettacoli pubblici dei brani scelti. La narrativa rimane comunque una costante della sua produzione.
Le energie che Dickens mette nei readings hanno delle ripercussioni sulla sua salute fisica e mentale e lo portano a continui momenti di spossatezza, sfinimento, momentanee paralisi (come quella che lo colpisce a Liverpool e che lo costringe a tornare a Londra per un periodo di convalescenza ) o ilarità isteriche. Gli ultimi anni di vita vedono Charles Dickens sempre più coinvolto negli spettacoli sia in patria che oltreoceano, dove il successo è altrettanto tangibile. Non mancano pareri negativi sulle sue performances da parte di autori del panorama letterario, come quelle riportate da Mark Twain. Lo spettacolo con cui Charles Dickens dice addio al palcoscenico lo vede leggere, il 15 marzo del 1870, un frammento tratto da Il Circolo Pickwick e dal racconto Canto di Natale.
Sulle circostanze legate alla morte di Dickens non sono pochi coloro che le riconducono ad una spossatezza dovuta all'eccessiva enfasi con cui si cala nelle sue letture pubbliche. Le note mediche del dottor Francis Carr Beard, amico e medico personale di Charles Dickens, riportano che alcuni brani (in particolare Sikes and Nancy) affaticano e causano problemi cardiaci a Dickens subito dopo l'esibizione.

### Modifiche al testo originale
Importante per Charles Dickens è inventare una forma di intrattenimento capace di mantenere lo spirito del testo originale pur venendo incontro alle esigenze del suo pubblico. Le prime letture teatrali in pubblico vedono Dickens scontrarsi con la necessità di assorbire in un paio d'ore al massimo trame e intrecci particolarmente intricati. Per questo stravolge molti dei suoi lavori, anche dal punto di vista delle tematiche e delle denunce sociali che vi stanno alla base. Altri testi appaiono impossibili da trasporre, come nel caso di Grandi speranze, di cui Dickens fa una bozza, ma che non riesce a portare in scena. La vera sfida sta nell'individuare precisi nuclei tematici con cui tenere alta l'attenzione dello spettatore senza tradire il materiale di partenza e la sua godibilità.

#### Il Circolo Pickwick
Uno dei public reading che Dickens più frequentemente esibisce, presente nel suo repertorio fin dalla fine degli anni '50. Il brano è tratto dall'opera de Il Circolo Pickwick, e vanta ben 164 repliche complessive. Il contenuto è ricavato dal capitolo 34 dell'omonimo libro, legato alla disputa legale Bardell contro Pickwick. A venir tagliate sono le parti puramente descrittive e tutta una serie di dialoghi, tanto che l'intero reading raggiunge a malapena la lunghezza del testo di partenza. È inoltre solo accennato il rifiuto da parte del protagonista di pagare la multa in denaro una volta persa la causa, cosa che porta al suo imprigionamento nel carcere della Marshalsea, la prigione per debitori.
(Charles Dickens, Il Circolo Pickwick, Milano, Adelphi Editore, 1965, p. 715)
Nell'economia del testo non sono sacrificate le parti comiche, la cui funzione è quella di alleggerire il contenuto, contraddistinte dai molti comprimari della storia. È presente, pur tuttavia, una denuncia nei confronti della corte di giustizia britannica. Esattamente come il romanzo pubblicato a puntate negli anni tra il 1836 e 1837, anche questa lettura cela una velata critica nei riguardi della società inglese che persino tramite avvocati e giudici concepisce la giustizia in modo truffaldino.

#### Dombey e Figlio
La lettura prende spunto da uno dei romanzi di Charles Dickens, contraddistinto da un intreccio elaborato e pubblicato tra l'ottobre 1846 e l'aprile del 1848 in 19 puntate mensili. Dickens riesce a portare in scena la storia per la prima volta il 10 giugno del 1858 e nel farlo attua un lavoro certosino tagliando varie situazioni e concentrandosi solo sui primi sedici capitoli del manoscritto originale.  Dickens non si concentra più sul rapporto tra il padre ed il figlio, dualismo evidenziato fin dal titolo dell'opera, né sulle conseguenze dovute alla morte di quest'ultimo e la forte critica alla società. L'attenzione si trasferisce sul personaggio del piccolo Paul nella cui figura suo padre non scorge altro che il futuro dell'azienda di cui il figlio è erede e di cui lui è attualmente il proprietario.
Viene smontato quasi totalmente l'intero romanzo per dar spazio ad una breve biografia del piccolo Dombey in soli cinque capitoli dove ogni cosa appare ridotta ed i personaggi secondari si offrono allo spettatore unicamente come fugaci apparizioni, ad eccezione di Toots di cui Dickens riconosce il potenziale comico che approfondisce tramite svariate descrizioni. L'azione ed il ritmo sostenuto portano in breve alla conclusione della storia incentrata sulla triste dipartita di Paul Dombey. Proprio a causa del tono straziante e particolarmente drammatico del reading è lo stesso Charles Dickens a decidere di non portare più in scena la lettura, trovando insopportabile leggere ed interpretare un passo in cui descrive la morte di un bambino.

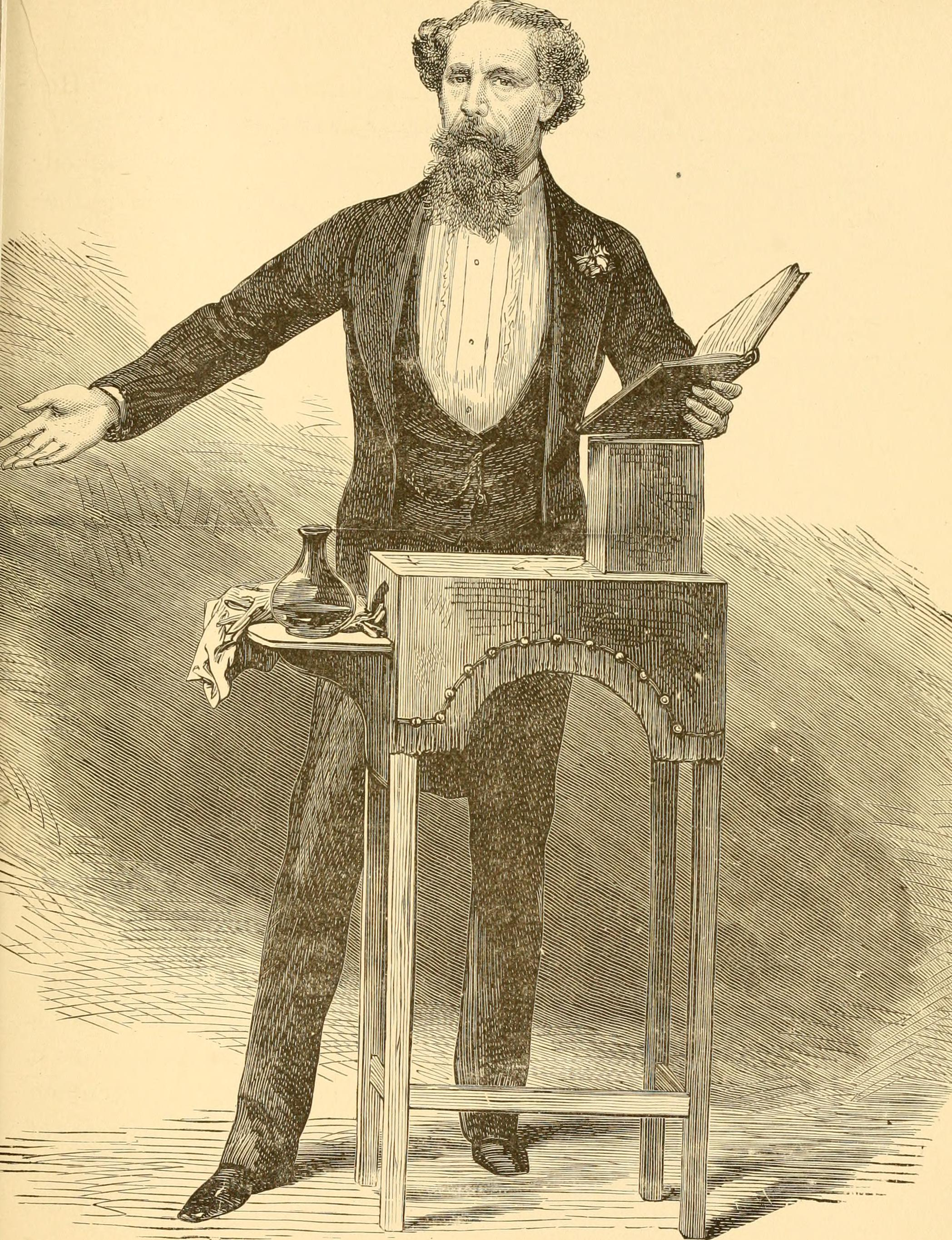
Immagine presente sulla copertina della seconda edizione di: Charles Dickens, Readings. Il circolo Pickwick, Dombey e Figlio, Un canto di Natale, David Copperfield, Oliver Twist a teatro, Venezia, Marsilio Editori, 2016

#### Canto di Natale
Tratto dall'omonimo racconto pubblicato nel 1843, fin dalla sua prima pubblicazione dimostra la sua adattabilità alla lettura. Prima di intraprendere la carriera di lettore/attore professionista, Charles Dickens è solito fare letture di beneficenza di questo racconto in concomitanza dell'avvicinarsi del Natale. La storia del taccagno Ebenezer Scrooge è messa in scena come ultimo spettacolo il 15 Marzo del 1870. Come per gran parte delle altre letture pubbliche, anche qui il testo originale viene stravolto e sottoposto a tagli che ne riducono drasticamente la durata. Dalle tre ore iniziali necessarie alla lettura si scende ad ottanta minuti scarsi. A venir omesse sono le parti legate alle descrizioni e alcuni passaggi riconducibili all'intreccio narrativo. Due, però, sono le differenze fondamentali che contraddistinguono questo reading dal racconto originale del 1843: 
- la mancanza totale di un narratore carismatico, giustificata dal fatto che, durante la lettura, Dickens stesso si cala nel ruolo di attore-narratore dando un'impronta particolare al testo recitato;
- l'assenza di una forte denuncia verso la povertà e lo sfruttamento minorile. Al contrario degli anni '40, dove Charles Dickens rivela tutta la sua sensibilità verso le classi più basse e disagiate e le persone che vivono in miseria, alla fine dei '50 Dickens sente meno pressante il bisogno di sottolineare gli elementi indirizzati ad un'aspra critica sociale. A mancare, infatti, sono le due figure dei bambini che si celano dentro la veste dello spirito del Natale presente e che rappresentano l'Ignoranza ed il Bisogno. Ogni parola del public reading è spesa per storia di Ebenezer Scrooge e del suo cambiamento radicale che lo porta a mutare profondamente il suo animo.

#### David Copperfield
(avvertenza presente nell'edizione Einaudi, 1993, traduzione di Cesare Pavese)
La lettura di David Copperfield, uno dei romanzi a cui più Charles Dickens si sente affezionato , si tiene dal 1861. Questo public reading rappresenta una vera sfida, non solo per quanto riguarda la complessità della trama, ma per il gran numero di personaggi secondari che interagiscono con le avventure del protagonista. Dopo mesi di lavoro Dickens riesce a mettere in evidenza due nuclei tematici precisi: da un lato Daniel Peggotty, Emily, Ham e Streetforth indirizzano la vicenda verso la pura tragedia; dall'altro Dickens propone una serie di siparietti comici con protagonisti altri amici di David e la sua futura sposa Dora ambientati nei salotti basso borghesi della City, senza mettere in secondo piano dettagli del carattere dei personaggi o le loro ristrettezze economiche.
Il protagonista, David Copperfield, viene quasi messo da parte e maggior risalto è conferito ai comprimari, che catturano la scena ma con le battute attraverso cui Charles Dickens cerca di destreggiarsi con maestria, offrendo una sfumatura diversa di recitazione per ogni singolo personaggio. Il successo è tale che persino l'attore William Macready, noto all'epoca in ambito di rappresentazioni teatrali legate ai drammi di Shakespeare, paragona il romanziere, nelle vesti di Daniel Peggotty, ad un interprete degno di Re Lear. Dalle quasi mille pagine del manoscritto di partenza Charles Dickens, accantonato l'elemento (auto)biografico, riduce il tutto nella rappresentazione della morte e della commedia umana in un reading dai toni allegri e struggenti.

#### Oliver Twist
Da Oliver Twist è tratto il public reading Sikes and Nancy, andato in scena il 5 gennaio del 1869, dopo trent'anni dall'uscita del volume originale, anch'esso pubblicato a puntate sulla rivista Bentley's Miscellany. Charles Dickens si confronta, una seconda volta dopo Il Circolo Pickwick, con un'opera da lui scritta in gioventù e nel volerla raccontare in veste di attore/lettore percepisce nuove sfumature su cui vuole concentrarsi maggiormente.
L'idea Dickens l'ha a partire dal 1868, ma prima di recitare il brano in pubblico si limita a letture private rivolte ad una ristretta cerchia di critici e colleghi. Interpreta in modo così soddisfacente i vari personaggi, da Fagin a Nancy, che i presenti rimangono come ipnotizzati.
A Clifton il reading causa una serie di svenimenti e lo stesso evento si verifica successivamente a Bath ed a Torquay. In breve tempo Sikes and Nancy diventa il cavallo di battaglia dei cicli di letture di Charles Dickens.
A venire narrate non sono le peripezie dell'orfano Oliver, il suo viaggio a Londra, l'infanzia passata in un orfanotrofio o il suo apprendistato presso la bottega di un becchino, ma uno dei passaggi più violenti del racconto, posto negli ultimi capitoli, che vede protagonisti Fagin e Sikes. I tre capitoli in cui è suddivisa la lettura sono ricchi di descrizioni e ricreano con poche frasi le atmosfere sinistre della capitale inglese. Fondamentale importanza l'hanno i vicoli ciechi, le strade buie ed i ponti coperti da una fitta nebbia quasi irreale. Il quadro che Dickens fornisce allo spettatore è quello di una città fantasma, dove ogni azione violenta sembra essere in agguato e dove ormai sembra non esserci più speranza. Non è casuale che Nancy, seppur invitata dal signor Brownlow a cambiare stile di vita grazie all'aiuto suo e di Rose Maylie, rifiuti e decida di passare il resto dei suoi giorni in compagnia della banda di ladruncoli di cui fa parte fin da giovane.
Un anno prima della morte, il messaggio di Charles Dickens, tramite questa lettura, è quello di una totale assenza di speranza nei riguardi dell'uomo e della società. Ad emergere è il lato più oscuro ed inquieto di Dickens, in pieno contrasto con i toni allegri e spensierati riconducibili al suo esordio quarant'anni prima.
Il public reading, tanto cupo nei toni e nelle descrizioni, è associato, contemporaneamente, alla pubblicazione a puntate del romanzo il mistero di Edwin Drood, caratterizzato da atmosfere gotiche e dall'intreccio thriller. Gli stessi toni e un'attenta analisi critica, incentrata sull'avidità e la cupidigia del genere umano, che vive in una società che tende a disumanizzarlo e dove ciò che più conta sono i beni materiali, si riscontrano anche nell'ultima opera che Dickens riesce a portare a termine: Il nostro comune amico. L'incipit dell'ultimo romanzo pubblicato da Dickens, esattamente come la lettura Sikes and Nancy, è ambientato in piena notte, in una Londra colma di insidie e personaggi sinistri, con protagonisti un padre ed una figlia disperati che setacciano il fiume Tamigi alla ricerca di cadaveri.

#### Le ricette del Dottor Marigold
Nel 1865, anno in cui viene pubblicata, l'opera del Dottor Marigold, che conta solo una cinquantina di pagine, viene subito concepita da Dickens come public reading, esattamente come Il segnalatore del 1866. Le modifiche apportate per presentare il public reading sul palcoscenico sono minime. Il monologo del Dottor Marigold, un venditore ambulante nato nelle strade di Londra, dove vive assieme alla moglie ed alla figlia, è incentrato sul racconto delle esperienze del protagonista, il Dottor Marigold, succube e impotente di fronte alla natura violenta della moglie che si accanisce contro di lui e la loro bambina. Il monologo è ancora oggi utilizzato nelle letture pubbliche e portato in scena a teatro. A volte l'opera è accompagnata da altri public readings nella rappresentazione.

### Rappresentazione: il palcoscenico

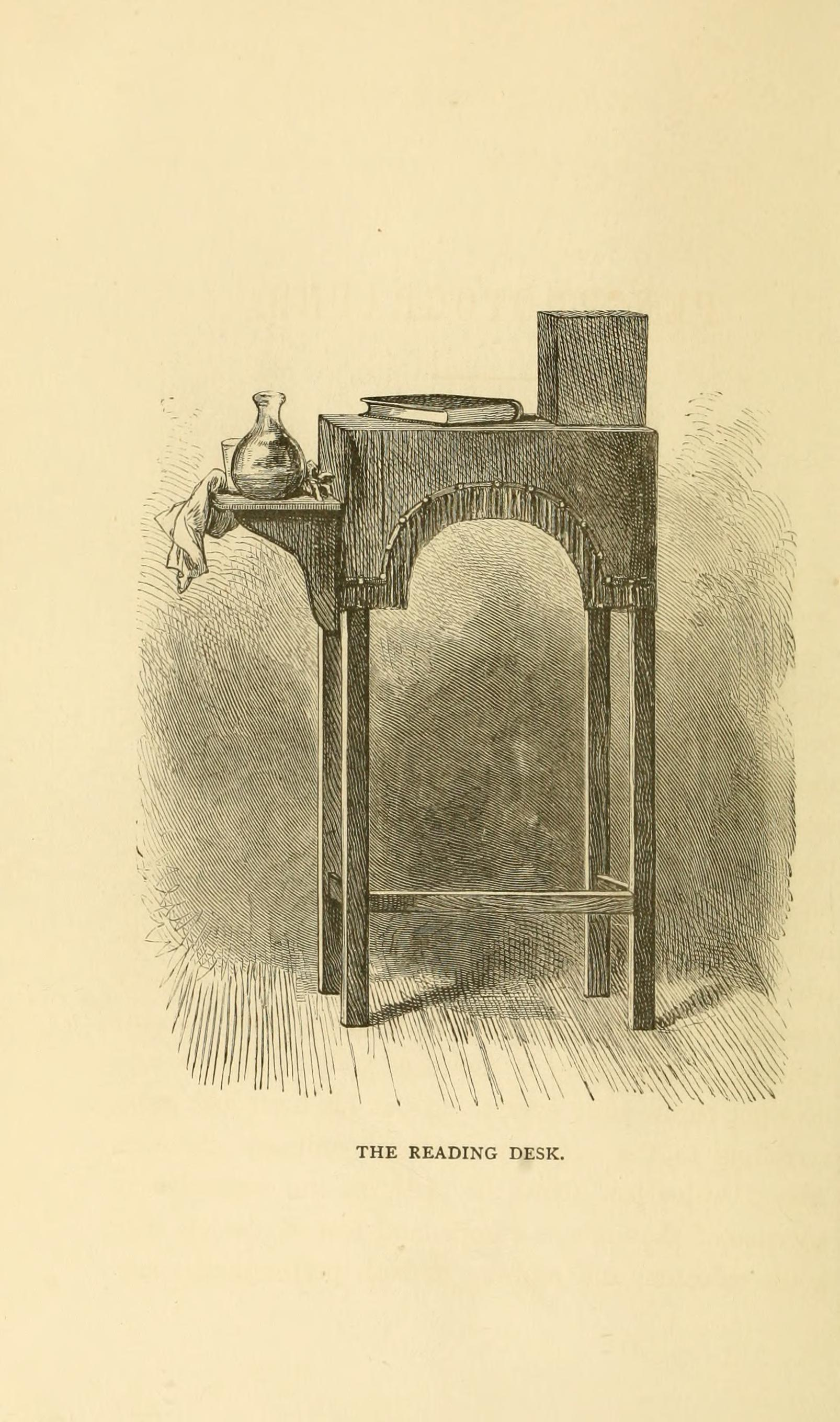
Lo scrittoio, o leggio, con il quale Charles Dickens si presenta al pubblico durante i suoi readings

Gli allestimenti scenici e le scenografie adottate da Charles Dickens per le sue performances sono minime. Non si avvalgono di effetti speciali o elaborati giochi di luci e non viene richiesto l'intervento di secondi o terzi attori. La sua voce non è in alcun modo contraffatta da maschere, ma solo supportata, per gli spazi più ampi, da altoparlanti. Dickens da solo sale sul palco e recita con convinzione i testi scelti da lui stesso, con i quali riesce a creare forti immagini nella mente degli ascoltatori. La natura di romanziere di Charles Dickens messa dagli anni '50 più in secondo piano, continua ad emergere anche nell'estetica teatrale, dove tutto si riduce sulla scena in due unici oggetti che fanno da supporto immobile alla lettura dei numerosi passi: il libro e lo scrittoio (o leggio), sul quale talvolta Dickens si sostiene, segni chiave della sua identità di narratore. Il libro, trasformatosi in copione per l'occasione, subisce anch'esso dei cambiamenti: vi vengono aggiunti margini molto ampi per le note da segnare ai lati del testo attraverso le quali sono suggeriti i toni di voce da usare; sono contrassegnate tramite sottolineature e segni di interpunzione pause strategiche ed è indicato quando è necessario enfatizzare una determinata sequenza di parole o quando viene richiesto di soffermarsi su un determinato punto del brano prima di riprendere la lettura. Le annotazioni e le sottolineature applicate al copione sono i segni fondamentali con cui Charles Dickens prepara la maggior parte dei suoi public readings.
Charles Dickens è scrupoloso per quanto riguarda la messa in scena e nei suoi spettacoli copre anche il ruolo di regista e scenografo. Lo scrittoio da lui adottato è ideato e disegnato di sua mano, affinché possa tornagli utile e agevolare le sue interpretazioni nel miglior modo possibile. Al contrario dei più comuni, questo mobile, che funge da leggio vero e proprio, si eleva in altezza e somiglia molto ad una scatola, coperto da un panno di velluto posto sulla parte superiore, ed è caratterizzato da pannelli di legno laterali aperti ai lati. La semplicità con cui si presenta l'oggetto è assai importante per l'autore che coinvolge il pubblico anche con la postura del corpo e con gesti delle braccia e delle mani che hanno estremo bisogno di libertà. Dickens è solito appoggiarsi, a causa della durata dei suoi public readings (che superano gli ottanta minuti), alla parte superiore del leggio nei momenti di maggior spossatezza; in un secondo momento richiede l'aggiunta di un soprammobile su cui posare un bicchiere d'acqua o un fazzoletto, come attesta il dipinto di Robert Hannah.
Un leggio originale, con drappo rosso, è conservato presso il Dickens Museum a Londra. Esposto all'interno del museo, è un dono di Dickens alla figlia Kate Perugini dopo la sua ultima lettura pubblica.
Il tessuto, con cui viene rivestito lo scrittoio, passa poi da un iniziale verde al un rosso scarlatto, colore usato appositamente per il tour di letture pubbliche che fa in America. Grazie alla corrispondenza scambiata con Annie Field emerge che Charles Dickens è solito avere alle spalle un telo color cremisi uniforme in modo da accentuare la figura dell'attore/lettore e contribuire a dare alla scena un'impronta teatrale. Una messa in scena minimalista, ma ricca di suggestioni visive.
Per l'illuminazione Dickens si affida a riflettori a gas che indirizza verso il palcoscenico. Per la lettura del passo Sikes and Nancy Dickens è solito voltarli verso il pubblico, una volta giunto alla conclusione, per vedere le espressioni degli spettatori che non rinuncia a descrivere come pallide e stravolte; in queste occasioni l'atmosfera è talmente tesa che più volte gli viene fatto notare notare che "basterà solo una donna a mandare un grido di sorpresa, allorché assassinate la ragazza [Nancy, N.d.T], e tutta la sala sarà colta da un accesso isterico.

### Tournée
Alla fine degli anni '50, per i dieci anni successivi, Dickens fece più di cento letture in diverse città  tra cui, seguono in ordine casuale:
- Portsmouth
- Londra
- Liverpool
- Chester
- Wolverhampton
- Leicester
- Leeds
- Manchester
- Bath
- Birmingham
- Glasgow
- Edimburgo
- Newcastle
- Wakefield
- Dublino
- Belfast
- Cambridge
- Norwich

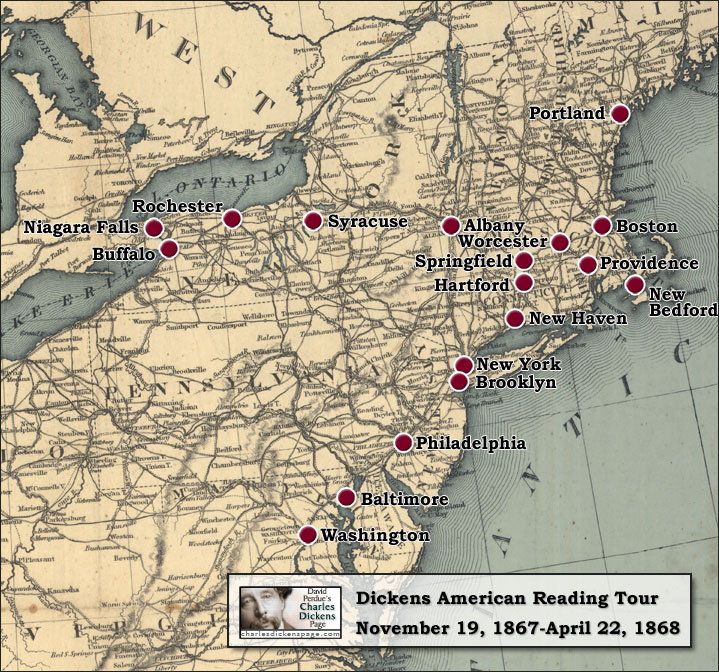
La mappa delle tappe fatte nel tour di letture in America tra il 1867-68

La seconda visita di Dickens negli Stati Uniti , sempre legata al suo tour di  public readings, lo vede recitare, tra il 19 novembre del 1867 e il 22 aprile del 1868, in numerose città della costa orientale tra cui, in ordine casuale:

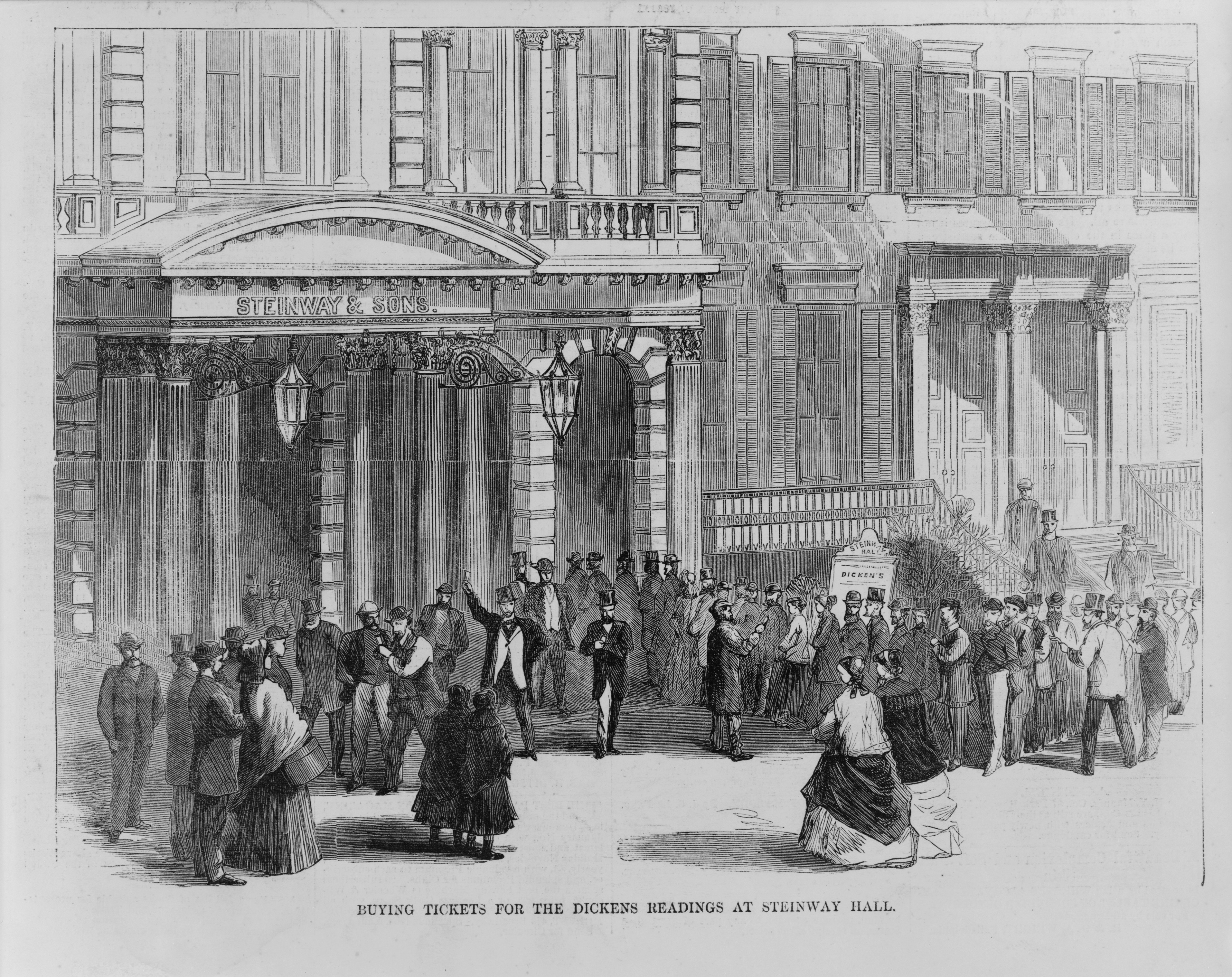
Folla di spettatori in attesa di comprare i biglietti per lo spettacolo di Dickens presso la Steinway Hall, Boston, 1867

- Portland
- Boston
- Providence
- New Bedford
- New Haven
- New York
- Brooklyn
- Filadelfia
- Baltimora
- Washington
- Albany
- Worcester
- Springfield
- Hartford
- Syracuse
- Rochester
- Buffalo

## Trama
A seguire sono riportate le trame dei public readings presenti esclusivamente nell'edizione italiana.

### Il processo Pickwick
La lettura si apre con il processo a Samuel Pickwick per infrazione di promessa matrimoniale nei riguardi della signora Bardell. La corte è in subbuglio ed affollata di spettatori incuriositi dagli esiti della causa Bardell contro Pickwick.
All’entrata del giudice Stareleigh e della giuria i due schieramenti vengono chiamati a presentarsi: da un lato gli avvocati della querelante, la signora Bardell, il signor Buzfuz ed il signor Skimpin; dall’altro i difensori dell’imputato Pickwick, Snubbin e Phunky.
Il processo inizia con l’avvocato Buzfuz che cerca fin da subito di ottenere il consenso dei giurati e del giudice esponendo una serie di fatti legati alla situazione sentimentale della sua cliente, ormai vedova da molto tempo, la quale, due anni addietro, ha messo in affitto delle camere del suo appartamento in Goswell Street, abitazione in cui prende sede il signor Pickwick. Con il passare dei giorni Pickwick viene sempre più coinvolto nella vita domestica dimostrando persino un evidente affetto nei riguardi del figlio della signora Bardell.
A seguito di quanto viene detto sono presentate tre lettere a riprova di una corrispondenza tra le due parti chiamate in causa dove si suppone che l’imputato abbia costantemente informato la querelante dei suoi spostamenti nelle contee inglesi, per suoi motivi accademici e professionali. Si rivolge a lei con frasi e nomignoli particolarmente confidenziali o che fanno intendere una certa intimità.
(Charles Dickens, Readings. Il Circolo Pickwick, Dombey e Figlio, Un Canto di Natale, David Copperfield, Oliver Twist a teatro, Marsilio Editori, p. 42)
Conclusasi una prima perorazione da parte dell’avvocato Buzfuz, viene chiamata a testimoniare la signora Elizabeth Cluppins, domestica della Bardell. Le viene chiesto se ha memoria di un certo incontro avvenuto nel luglio dell’anno precedente tra la sua padrona e Pickwick. Si scopre che, pur avendo origliato di nascosto i due, la Cluppins non riesce a ricordare con precisione il contenuto della conversazione.
Come nuovo testimone viene interpellato Nathaniel Winkle, fedele amico di Samuel Pickwick, nonché suo compagno di viaggi. Winkle fatica a cogliere l’importanza della situazione e le possibili conseguenze del processo, offre una testimonianza confusionaria, ma utile all’avvocato Buzfuz. Winkle ammette di aver trovato Pickwick, un giorno dell’estate precedente, in una situazione compromettente con la signora Bardell svenuta, tra le proprie braccia, in seguito a quella che lui immagina essere una dichiarazione particolarmente forte sul piano emotivo. Gli viene domandato se ha udito menzionare dall’imputato le parole: “mia cara signora Bardell […] vi chiedo di non scomporvi di fronte a questa situazione, perché è qui che si doveva arrivare”. Winkle però ammette di non poter assicurare, sotto giuramento, di aver udito frasi di questo genere. A seguire depongono altri due compagni di Pickwick, Tracy Tupman e Augustus Snodgrass; entrambi sono incapaci di offrire una testimonianza altrettanto precisa e chiara dei fatti verificatisi, dimostrandosi sempre più disperati per l’esito incerto del processo.
A questo punto gli avvocati della signora Bardell chiamano la signora Susannah Sanders che offre un resoconto chiave per l’accusa per incastrare Samuel Pickwick. Rivela che il presunto matrimonio tra l’imputato e la querelante non solo è stato argomento delle chiacchiere dei vicini, ma che, in seguito allo svenimento della signora Bardell tra le braccia di Pickwick, si è pensato tra il vicinato già stabilita una data per le nozze e che persino lei, in gioventù, è stata avvezza a scambiarsi corrispondenze con il marito facendo uso di soprannomi vari durante il periodo del corteggiamento.
A deporre, come ultimo testimone, viene chiamato Sam Weller. Il servo di Pickwick con tutta la sua buona volontà prova a prendere le difese del proprio padrone, ma non riesce a fornire un alibi concreto capace di scagionarlo dalla presunta promessa di matrimonio fatta alla signora Bardell. La corte allontana Weller in quanto testimone inattendibile. Arriva finalmente il turno dell’avvocato Snubbin, difensore, che fatica a fornire una difesa adeguata all’accusato, non migliorando in alcun modo la situazione del suo cliente.
Giudice e giuria si ritirano ed al loro rientro in aula viene proclamato che, all’unanimità, Samuel Pickwick viene considerato colpevole e che, alla querelante, per danni, deve pagare settecentocinquanta sterline.
Conclusosi il processo, è il padre di Sam Weller a dire al figlio che il vero motivo per cui il signor Pickwick non è riuscito a vincere la causa è unicamente dovuto al fatto che a mancargli è un vero e proprio “allibì”.

### La storia del piccolo Dombey
A quarantotto anni circa il signor Dombey riceve la lieta notizia di essere finalmente diventato padre di un figlio maschio. È un momento di grande importanza perché, pur avendo già una bambina, il piccolo assicura una discendenza certa per quanto riguarda la gestione della ditta Dombey e Figlio, messa in piedi anni ed anni addietro da suo padre e suo nonno, fulcro della vita di ogni membro di quel ramo della famiglia.
Il piccolo Paul nasce, orfano di madre, che spira poco dopo il parto, e cresce dimostrando di essere di natura cagionevole. Con la sorella Florence viene mandato ad abitare a Brighton in una pensione sotto gli insegnamenti della rigida signora Pipchin, una “vecchia decisamente sgraziata e malandata”, vedova di un marito morto nelle miniere in Perù. Qui conosce Birtherstone e Pankey, due giovani allievi. Il primo di origini indiane, desideroso di tornare in Bengala; la seconda di carattere irrequieto e ribelle e per questa messa sempre in punizione dalla severa istitutrice.
Il piccolo Paul passa il suo tempo prevalentemente in compagnia della sorella Florence, alla quale è molto legato e predilige trascorrere le giornate in riva alla spiaggia ad ascoltare il suono delle onde, lontano dagli altri bambini suoi coetanei con cui non riesce ad instaurare un rapporto di amicizia.
Cresciuto, suo padre decide di mandarlo a studiare dal Dottor Dimbler, a cui sono affidati altri giovani allievi. Tra questi Paul fa amicizia con il signor Feeder, assistente di Dimbler, Briggs, Tozer (suoi compagni di stanza) e Toots, personaggio eccentrico e dal carattere comico. La rigida istruzione del Dottor Dimbler, di sua figlia e di sua moglie lo portano ad apprendere precocemente varie materie tra cui l’Inglese, la Storia, il Latino. Paul trascorre questo periodo della sua infanzia dietro rigide regole e pochi momenti di svago. I momenti di libertà sono trascorsi in compagnia di Toots e Freeder, specialmente nel periodo delle vacanze estive, quando le lezioni sono sospese. Di lui si dice che grazie a quell’aria da vecchietto e a causa del suo debole aspetto riesca a far suscitar compassione anche alle persone più severe.
Poco tempo dopo viene fatto un ricevimento da parte della famiglia Dimbler al quale sono invitati Paul e sua sorella Florence. I due dopo avervi partecipato, stanchi dell'ambiente in cui vivono, decidono di fuggire e tornare a Londra. Là, ormai stremato, nel fisico così come nello spirito, circondato dal padre, dalla sorella e dalla sua vecchia istitutrice, la signora Pipchin, il giovanissimo Paul trova la morte nel proprio letto.

### Un canto di Natale

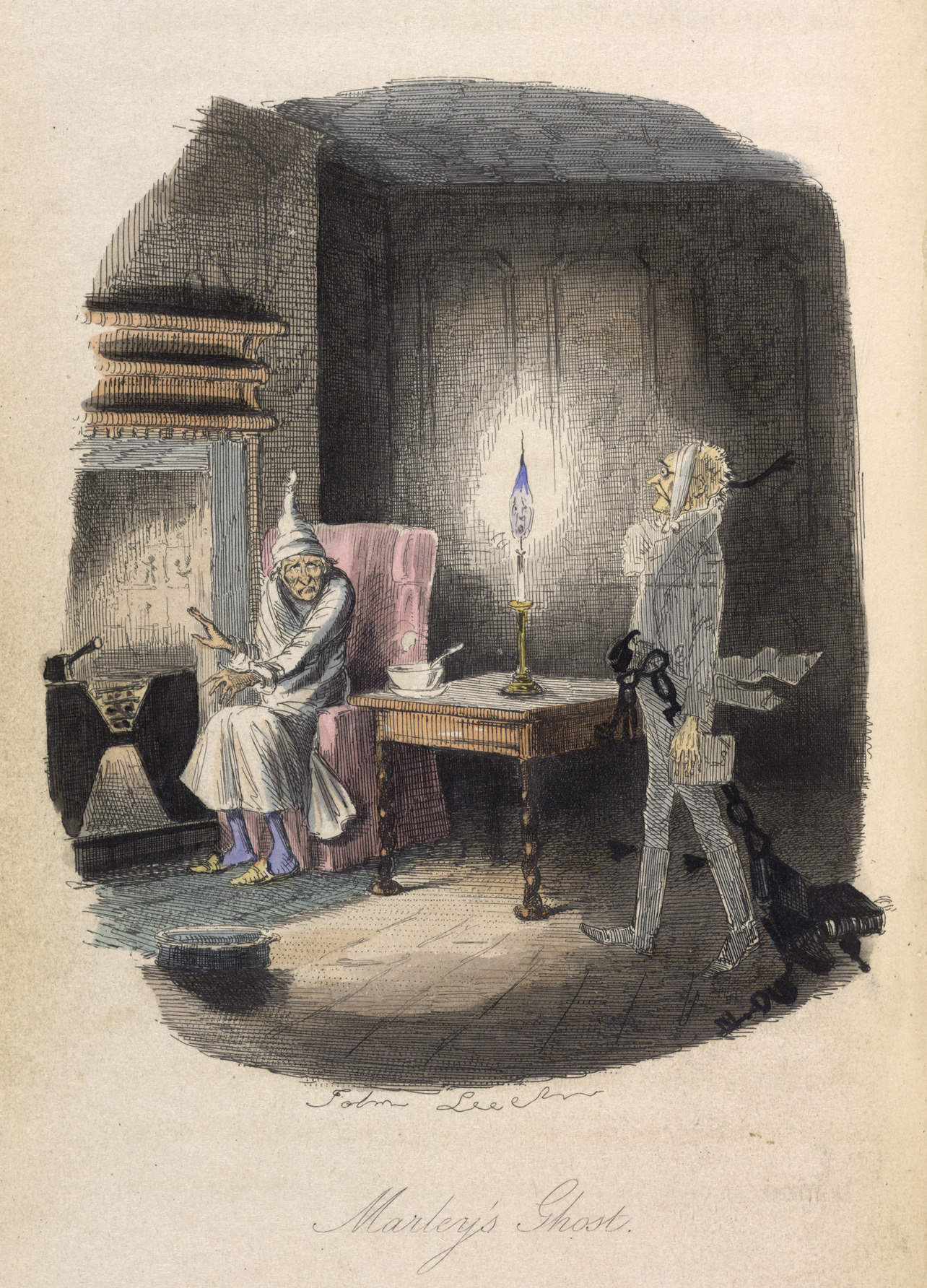
Scrooge viene visitato dal fantasma di Marley la notte della vigilia di Natale

Dopo la scomparsa del suo vecchio socio Jacob Marley, venuto a mancare in quello stesso giorno, la vigilia di Natale di tanti anni addietro, Ebenezer Scrooge ignora che, una volta conclusi i suoi affari in ufficio, liquidato in modo sgraziato il suo dipendente Bob Cratchit, è destinato a ricevere la visita di tre spiriti.
In una fredda notte di fine dicembre, davanti al portone della propria abitazione Scrooge si trova faccia a faccia con il volto del suo vecchio socio in affari come un’apparizione soprannaturale. Poco dopo, durante la cena, Marley si presenta a Ebenezer Scrooge, avvolto da catene, fluttuando nell’aria. Marley dice di essere uno spettro condannato a vagare sulla terra a causa della sua avidità e bramosia di denaro che hanno condizionato la sua esistenza e reso insensibile ai mali della sua società.
Marley rivela a Scrooge che è lì per informarlo che ha ancora una speranza di salvezza: il fato vuole che quest'ultimo sia visitato da altri tre spiriti per altri tre giorni consecutivi ad ogni rintocco di campana dell'una di notte. Intimorito e scettico, convinto che l’apparizione sia figlia dell’inquietudine del proprio animo, Scrooge si dirige nel proprio letto per dimenticare l’accaduto.
Poco dopo Scrooge viene svegliato dallo Spirito del Natale passato, “una strana figura - come un bambino - […] . I capelli che gli ricadevano sul collo e sulla schiena, erano bianchi […] il viso non aveva una ruga e la pelle era della più rosea freschezza”. Lo Spirito accompagna Scrooge nei i suoi ricordi, grazie ai quali ripercorre la sua infanzia, tra le mura di un collegio, fino al periodo del suo apprendistato presso Fezziwig. Scrooge messo davanti ai sinceri sentimenti umani di un tempo, sepolti adesso sotto anni di gelido cinismo ed egoismo, alterna momenti di gioia ad altri di frustrazione. Ebenezer, stremato da quel che vede, scaccia lo Spirito del Natale passato.
Al primo rintocco di campana della notte dopo viene a fargli visita lo Spirito del Natale presente: un gigante che siede su un trono di leccornie, con in mano una torcia, vestito con una lunga veste da camera. Lo Spirito porta Scrooge tra le vie della città, mostrandogli come non tutti vivano un lieto Natale, ma come persino nei più poveri esista una flebile speranza nel futuro in questo periodo dell’anno. Lo Spirito mostra a Scrooge l'abitazione del suo impiegato Bob Cratchit. Bob vive in una misera casa composta da sole quattro stanze assieme alla sua numerosa famiglia. L’attenzione dello Spirito del Natale presente si focalizza in particolare sul più giovane dei bambini: il piccolo Tim. Tim, storpio, è destinato a morire se qualcuno non interviene al più presto con le cure adeguate. Scrooge inizia finalmente ad aprire gli occhi verso le sofferenze del mondo che lo circonda, ma prima del commiato, lo Spirito del Natale presente lo porta a far visita nella casa di suo nipote. Ebenezer vede finalmente che opinione gli altri hanno di lui, prima che lo Spirito del Natale presente lo lasci in balia dell’ultimo dei tre messaggeri ultraterreni.
Lo Spirito del Natale futuro, un’ombra silenziosa avvolta in un nero mantello, dal quale fuoriesce solo una mano, mostra a Ebenezer le conseguenze del suo atteggiamento. Scrooge scopre che le persone, di lui, dicono che l’unica cosa buona che sia riuscito a fare nella vita sia stata morire. La sua morte permette di vivere sogni tranquilli a coloro che hanno dei debiti con lui da estinguere. Scrooge è infine messo di fronte alla sofferenza di Bob Cratchit, ormai in lutto per la morte del piccolo Tim, vittima della povertà e della mancanza dei mezzi necessari per le cure. Scrooge giunge in un cimitero e lascia lo Spirito del Natale futuro di fronte alla propria tomba. Ebenezer è spaventato da quello che è diventato e dal terrore che non possa modificare gli eventi avvenire.
Svegliatosi al mattino scopre che è Natale e, trasformatosi in un uomo nuovo, forte di una nuova e contagiosa sensibilità ed allegria, si adopera fin da subito ad attuare quei cambiamenti che si è ripromesso di fare per allietare la vita di coloro che gli stanno vicino con tutti i mezzi a disposizione.
Da quel momento in poi di Ebenezer Scrooge viene detto che nessuno come lui sia mai riuscito al meglio a festeggiare il Natale cogliendone a fondo lo spirito.

### David Copperfield
Il public reading si apre in medias res con David Copperfield ormai adulto che giunge, assieme al suo amico Steerforth, a Yarmouth. I due si dirigono verso un vecchio barcone arenato sulla riva, casa di Daniel Peggotty, amico di infanzia di David e coinquilino della vecchia tata di quest'ultimo: Clara Peggotty. Alla porta dell'abitazione, in una fredda notte, i due vengono accolti con calore da Ham, Emily, Daniel e la signora Gummidge, una vedova dall'aria sempre scontenta. Viene riferito che Ham, che ha celato per anni il suo amore per Emily, nipote del signor Peggotty, si è infine dichiarato e che i due hanno intenzione di sposarsi a breve. Finito l'incontro, al quale Emily, pur partecipando, appare tuttavia inizialmente turbata dalla presenza di Steerforth, tanto da volersi ritirare in camera sua in un primo momento, David ed il suo fidato amico tornano ai propri alloggi. Durante il tragitto fatto per rincasare David nota un cambiamento nei modi di Steerforth, preda di un'inspiegabile frustrazione e profonda inquietudine improvvisa.
Nei mesi successivi David, una sera, torna a far visita a Daniel Peggoty e lo trova alla finestra con accesa una candela con la quale è solito aiutare sua nipote a trovare la strada del ritorno. A sopraggiungere, però, è Ham che reca con sé una lettera, scritta dalla stessa Emily che annuncia di essere fuggita via con l'amico di David. Presi dallo sconforto e spiazzati dall'accaduto, tutti cadono in preda all'angoscia fino a quando Peggotty non promette a se stesso di mettersi alla ricerca di Emily.
La scena si sposta a Londra, dove assistiamo David fare i conti con una cena che intende organizzare con l'aiuto della sua governante, la signora Crupp, per i suoi più cari amici della City. Sono invitati, con rispettive mogli, il signor Micawber ed il signor Traddles. L'evento, che inizialmente si rivela disastroso a causa delle pessime abilità di cuoca della signora Crupp, incapace di servire un piatto commestibile, viene salvato grazie allo spirito di iniziativa degli ospiti di David, che riescono a cucinare delle pietanze con quanto è rimasto loro a disposizione. Si passa, dunque, a parlare del lavoro del signor Micawber, rinomato per essere un uomo particolarmente propenso a spendere più di quanto possiede. Infine, al momento dei saluti, David avverte Traddles a non lasciarsi coinvolgere negli affari di Micawber per evitare ripercussioni sulla sua persona e finire in banca rotta.
Con il passare del tempo David trova finalmente il coraggio di dichiararsi a Dora, la donna che ama ed i due convolano entro breve a nozze, pur di fronte alle difficoltà finanziarie del primo e la poca capacità della futura signora Copperfield di amministrare le svariate faccende legate alla gestione della casa. Il matrimonio, tra un litigio e l'altro, dichiarazioni d'amore e rispetto reciproco sembra comunque funzionare e la coppia vive felice a Londra.
Una sera David, sulla strada di casa, si imbatte a Londra in Daniel Peggotty che trova seduto sui gradini della chiesa di Saint Martin's Lane. I due si dirigono alla locanda di Golden Cross e lì Peggotty racconta dei suoi viaggi in Francia e Svizzera. È diretto in una città dell'Alto Reno avendo ricevuto una lettera anonima, con dentro del denaro, con l'apposito indirizzo. È convinto che il misterioso mittente sia sua nipote Emily. Finito di cenare i due si salutano e riprendono le rispettive strade.
L'ultimo capitolo è incentrato sul ritorno di David Copperfield a Yarmouth, dopo che Daniel Peggotty gli dice di aver finalmente trovato Emily e di aver intenzione di riportarla indietro, dopo che ha vagato per mesi in gran parte d'Europa. I due decidono di avvisare Ham, un tempo promesso sposo della giovane fuggitiva. Quando David si reca nella abitazione di quest'ultimo scopre che al momento Ham è fuori, avendo trovato un nuovo lavoro lontano dalla cittadina. Durante la notte si alza un forte vento ed il mare è in burrasca, David viene avvertito che una nave è rimasta incagliata davanti alla spiaggia. Molte persone si sono radunate in riva al mare per assistere al tragico evento. Ham per salvare l'ultimo uomo rimasto nell'imbarcazione, ormai prossima ad affondare, annega travolto da un'onda gigantesca. Poco dopo a David è riferito che un altro corpo è portato a riva dalla marea; il cadavere si scopre essere quello di Steerforth, l'ultimo uomo rimasto a bordo dell'imbarcazione e che, proprio Ham, ha cercato invano di salvare.

### Sikes e Nancy
Il public reading si apre con Fagin, l’ebreo a capo della banda di giovani ladruncoli di Londra, che ingaggia Noah Claypole, altresì chiamato Morris Bolter, vecchia conoscenza di Oliver Twist.
Fagin, promettendo come ricompensa del lavoro una sterlina, assolda Noah per tenere sotto controllo Nancy, una componente della banda dei malviventi, su cui nutre qualche sospetto di tradimento. Pensa che quest’ultima voglia consegnarli tutti alla polizia e attende l'occasione opportuna per farla spiare dal suo nuovo complice.
Dopo sette giorni, una sera, i due si dirigono ad una locanda dove Fagin mostra a Noah Claypole/Morris Bolter chi deve pedinare. Fagin lascia che quest'ultimo segua Nancy per le strade di Londra. Giunta nei pressi di un ponte Nancy attende l’arrivo di due persone, che si scoprono essere il signor Brownlow e la signorina Rose Maylie, entrambi amici di Oliver Twist. Il loro intento è quello di denunciare e consegnare alle autorità Fagin, avvalendosi delle informazioni di Nancy, ma quest’ultima si ostina a non tradire il suo vecchio gruppo di amicizie e nemmeno la persona con cui sa di dover condividere un triste destino: Bill Sikes. a lui legata sentimentalmente.
Viene persuasa dai due a consegnare alla giustizia almeno il signor Monks, altro noto malvivente della City, dietro la promessa che non è intenzione del signor Brownlow e Rose mettere in pericolo o arrestare nessun altro del gruppo dei ladri di Fagin. Raggiunto l’accordo, seguito dalle continue, ma vane, richieste del signor Brownlow rivolte a Nancy affinché abbandoni quel modo di vivere senza futuro, i tre si lasciano, ignari di essere spiati da Noah Claypole. Udito tutto quanto Noah si dirige di corsa a riportarlo a Fagin.
Di ritorno da una delle sue scorribande Bill Sikes viene informato da Fagin che, grazie alle informazioni ricevute da Noah Claypole/Morris Bolter, Nancy intende tradirli, dopo che si è incontrata sul London Bridge con due persone a loro sconosciute. Sikes viene a sapere che è stato drogato con del laudano da Nancy, nei giorni precedenti e corre a casa in preda all’ira, desideroso di fargliela pagare cara. Sikes arriva nell’abitazione e trova la donna addormentata, la sveglia, sordo alle sue suppliche ed alle continue promesse di un possibile futuro migliore per entrambi e, pieno di rabbia, la uccide in modo brutale con la propria pistola. All’alba Sikes, lascia il cadavere di Nancy in casa, in quello che a lui sembra un mare di sangue. Sikes fugge da Londra, ma è convinto di essere perseguitato dal fantasma del cadavere della vittima.
Allo stremo delle forze e al limite della ragione decide di tornare indietro. Con un gruppo di malviventi torna nella capitale, ma fin da subito è braccato dalla polizia e dalla folla che pretende giustizia per la morte di Nancy. Bill Sikes, messo alle strette cerca di scappare tra i tetti delle abitazioni, ma per la fretta e la disattenzione rimane impiccato alla stessa corda con cui ha intenzione di calarsi dal tetto di una casa.

## Pubblicazioni

### Edizione italiana
L'edizione inglese su cui si basa la traduzione italiana è Sikes and Nancy and Other Public Readings (Oxford University Press, 1983) curato da Philip Collins. L'edizione italiana propone parzialmente le letture fatte da Charles Dickens, che sono ventuno in totale . Questa è l'unica raccolta presentata in italiano. Viene pubblicata per la prima volta nell'ottobre del 2012, nell'anno del bicentenario della nascita dello scrittore. La medesima edizione è pubblicata nuovamente nel novembre del 2016.
L'edizione Marsilio presenta note a fondo pagina e un'introduzione di M. Sestito. Il libro mette in evidenza, tramite l'uso del corsivo, i passaggi in cui lo stesso Charles Dickens ritiene opportuno leggere con maggiore enfasi frasi o parole per accentuare la drammaticità delle situazioni e coinvolgere maggiormente il pubblico.
Il 21 novembre 2012 viene pubblicato un audiolibro contenente i seguenti testi letti in italiano, da Patrizia Zappa, basati sulla edizione sopra menzionata:
- Il processo Pickwick
- La storia del piccolo Dombey
- Un canto di Natale
- David Copperfield
- Sikes e Nancy

## Nella cultura di massa

### Adattamenti televisivi

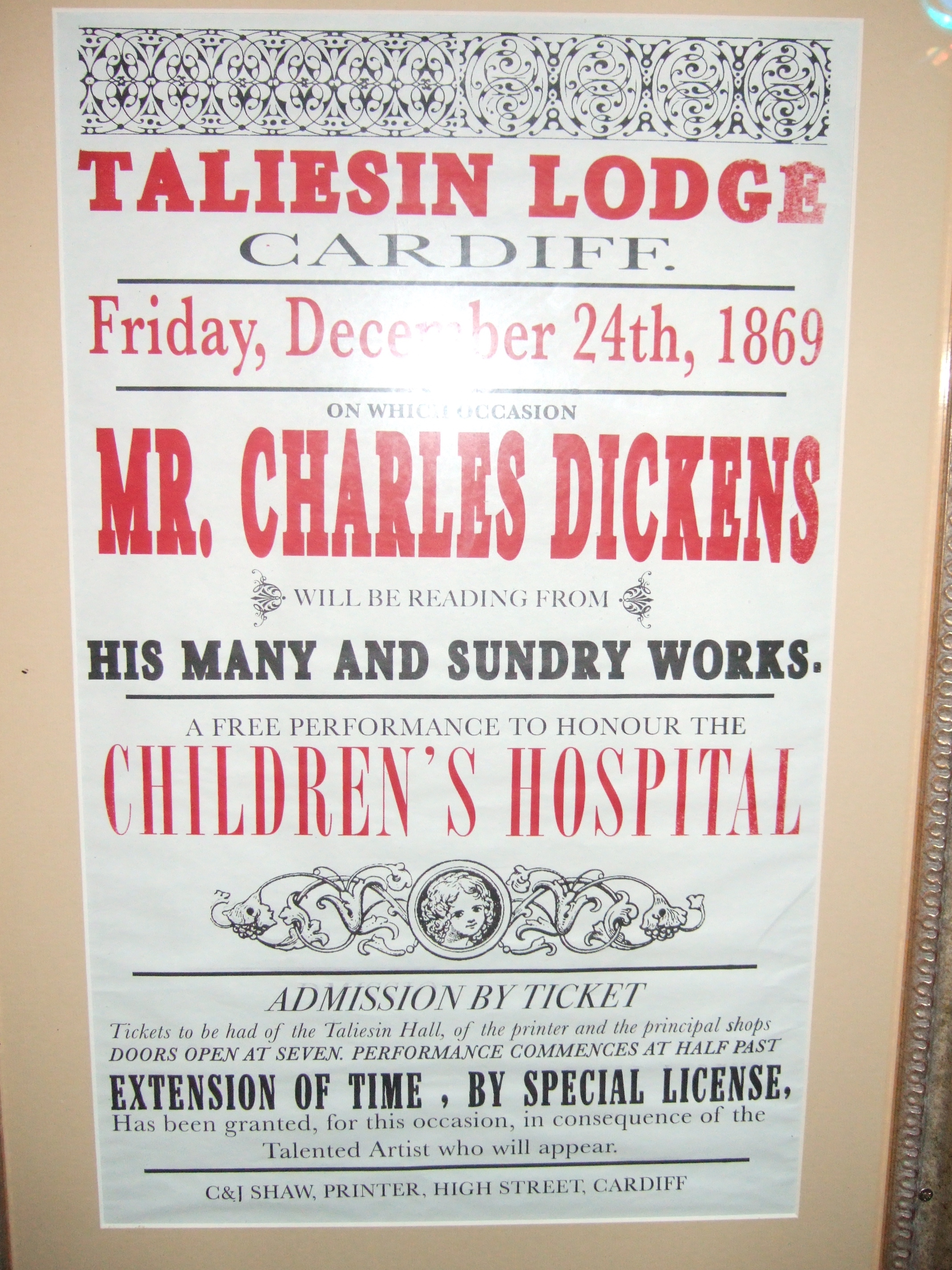
Poster presente presso la Doctor Who Experience tratto dal terzo episodio della prima stagione (nuova serie) di Doctor Who. È la stampa di una locandina dove si annuncia la lettura pubblica di Charles Dickens nella città di Cardiff il 24 dicembre del 1869

- Nella serie televisiva Doctor Who, nell'episodio scritto da Mark Gatiss[N 7] e diretto da Euros Lyn, intitolato I morti inquieti (Stagione 1, episodio 3),[N 8] il Dottore (Christopher Eccleston) e la sua compagna di viaggio, Rose Tyler (Billie Piper), sono intenzionati a recarsi nella Napoli del 1860, ma vengono trasportati nel periodo sbagliato: a Cardiff, nel 1869. Qui mentre cercano di far luce su fantasmagoriche apparizioni conoscono Charles Dickens (Simon Callow) che si trova nella cittadina durante una delle tappe legate alle sue tournée di letture pubbliche. L'esibizione di Charles Dickens a teatro, a Cardiff, lo vede recitare Canto di Natale. Il Dottore, che si dice grande ammiratore del romanziere, e Rose decidono di indagare, con l'aiuto di Dickens. Charles Dickens inizialmente nutre dei dubbi sulla natura di queste presenze ultraterrene e solo in un secondo momento è persuaso della loro esistenza. Nel finale i tre riescono a venire a capo del mistero legato alle apparizioni fantasmagoriche che sembrano impossessarsi dei corpi dei defunti.
- In The Invisible Woman,[N 9] pellicola del 2013, incentrata sul rapporto segreto tra Charles Dickens (Ralph Fiennes) ed Ellen Ternan (Felicity Jones), detta "Nelly", diretta da Ralph Fiennes, qui anche nel ruolo di protagonista, si assiste ad una breve sequenza di public reading dove viene letta la parte finale del David Copperfield. La scena riproduce l'ambiente in cui si svolgono questi spettacoli, le scenografie e il modo in cui Dickens si approccia ai testi preparati per l'occasione. La telecamera fornisce varie inquadrature del teatro, colmo di spettatori e si sofferma sulle facce del pubblico attento al drammatico succedersi degli eventi e catturato dalle parole dello scrittore. Tra i presenti vi è anche Wilkie Collins (Tom Hollander), amico e collaboratore di Dickens.[22]

### A teatro
- L'attore Simon Callow, legato alla promozione di iniziative incentrate sulle opere di Charles Dickens e collaboratore del Dickens Museum, nel 2010 allestisce uno spettacolo teatrale, Dottor Marigold and Mr Chops, che lo vede protagonista nel recitare due monologhi tratti dai public readings dell'autore britannico. Callow riceve il consenso di alcune tra le più prestigiose testate giornalistiche britanniche, tra cui il The Daily Telegraph[N 10] dove viene riportato che "[Callow] in meno di un paio d'ore sembra saper ricreare l'essenza di Dickens: l'umorismo, l'indignazione sociale, il gusto per il grottesca e la generosità del suo cuore" ed il The Guardian, di cui Michael Billington, critico specializzato nella sezione spettacoli, scrive che: "[Callow] dimostra di saper recitare con gusto, piacere ed enorme abilità i monologhi che porta in scena, degno erede di una lunga tradizione di solisti che si sono occupati di trasportare a teatro le opere di Charles Dickens"[N 11].
- In Italia il public reading che con maggiore frequenza viene portato in scena è quello del Canto di Natale, specie in concomitanza delle festività natalizie. A partire dal 2015 anche altri testi, come La storia del piccolo Dombey, sono letti al pubblico da Massimo Popolizio[N 12] presso il Teatro Stabile di Genova in occasione della rassegna di letture pubbliche Grandi Parole per l'edizione del 2015.

## Edizioni teatrali curate da Dickens
- Charles Dickens, Readings. Il Circolo Pickwick, Dombey e Figlio, Un Canto di Natale, David Copperfield, Oliver Twist a teatro, Venezia, Marsilio Editori, 2016, ISBN 978-88-317-1336-8.